# Dunabogdány
Dunabogdány é um município da Hungria, situado no condado de Peste. Tem 25,5 km² de área e sua população em 2015 foi estimada em 3.103 habitantes.